# Pałac w Wojanowie
Pałac w Wojanowie (niem. Schloss Schildau) – zabytkowy pałac wybudowany w miejscowości Wojanów w województwie dolnośląskim. 
Usytuowany po południowej stronie drogi z Jeleniej Góry do Janowic Wielkich.

## Historia
Dobra w Wojanowie w źródłach pisanych po raz pierwszy pojawiają się w XIII wieku. Miejscowość, jako lenno rycerskie, w 1281 roku należała do Eberharda von Schildau. Około połowy XIV w. jako właściciela dóbr dokumenty wymieniają Hansa von Zedlitza. W XVI w. część majątku przeszła pod władanie Schaffgotschów, a następnie von Zedlitz. Nickel von Zedlitz und Nimmersath buduje w latach 1603–1607 nowy renesansowy dwór. W trakcie wojny trzydziestoletniej w 1642 roku dwór spalili Szwedzi. Odbudowano go w 1667 roku, kiedy właścicielem był Christoph von Zedlitz, w kolejnych latach obiekt zmieniał często właścicieli. W 1754 r. Wojanów nabył kupiec Daniel von Buchs, zlecił barokową przebudowę pałacu. Dobra wojanowskie w 1817 roku przejął Karl Sigismund von Rothkirch, a po nim Karl Albrecht Ike, który w latach 1832–1833 zmodernizował pałac i założył park krajobrazowy. Obiekt przebudowano w duchu klasycystycznej odmiany neogotyku. Autorem projektu był architekt z kręgu Karla Friedricha Schinkla. W roku 1839 księżna Luiza Niderlandzka otrzymała od swojego ojca, króla Prus Fryderyka Wilhelma III, majątek w Wojanowie. Zadecydowano wówczas o przebudowie, która przystosowała rezydencję do nowej funkcji, rzekomo według jednej z dwóch koncepcji autorstwa:  Friedricha Augusta Stülera lub Hermanna Wentzla. W latach 30. i 40. XIX w. przekształcono park według planów Petera Josepha Lenne. Włości należały do rodziny królewskiej do 1908 roku, kiedy zostały sprzedane przez ostatnią spadkobierczynię Marię zu Wied. Do 1945 roku pałac należał kolejno do: Carla Kriegowa, konsula Effenberga oraz wydawcy gazet Kammera. W trakcie II wojny światowej w pałacu urządzono obóz pracy dla robotników przymusowych. Po 1945 roku w pałacu i folwarku znajdował się PGR. Obecnie pałac jest własnością prywatną, mieści się w nim kompleks hotelowo-konferencyjny.

## Opis obiektu
Pałac posadowiony na wysokim cokole, przechodzącym w taras po stronie południowej. 3-kondygnacyjny z mezzaninem na planie zbliżonym do kwadratu z okrągłymi alkierzowymi wieżami, nakryty stromym dachem namiotowym. W elewacji ogrodowej rozległy taras z bocznymi schodami, skrajne naroża flankowane przez oranżerie. W elewacji frontowej zachował się dwudzielny portal zwieńczony fryzami, na których umieszczono szesnaście tarcz herbowych rodziców Christopha von Zedlitz:
- fryz lewy herby ojca Nickela II von Zedlitz (od lewej): 1. Nickel I (Nicolaus) von Zedlitz, 2. von Runge, 3. von Seidlitz, 4. von Uechtritz,
- fryz lewy herby matki Nickela II von Zedlitz (od lewej): 5. Agnes von Stosch, 6. von Rothenburg, 7. von Grünberg 8. von Schlichting.
- fryz prawy herby ojca Sabine (od lewej): 1. Albrechta von Zedlitz, 2. von Nimpsch, 3. von Zedlitz, 4. von Wlassaty,
- fryz prawy herby matki Sabine (od lewej): 5. Helene von Schaffgotsch, 6. von Hochberg 7. von Tader 8. von Opalinski.

W elewacji również obramienia okien w dolnej kondygnacji oraz wewnętrzny portal prowadzący do piwnicy. Korpus boniowany zwieńczony krenelażem. Wnętrze 2-traktowe i 3-dzielne. Znaczna część wyposażenia XIX w. pałacu uległa zniszczeniu w przeciągu lat powojennych i pożaru w 2002 r. Szczęśliwie zachowała się sala balowa z polichromią oraz ornamentalne malowidła sklepień z jednej z górnych kondygnacji wież.

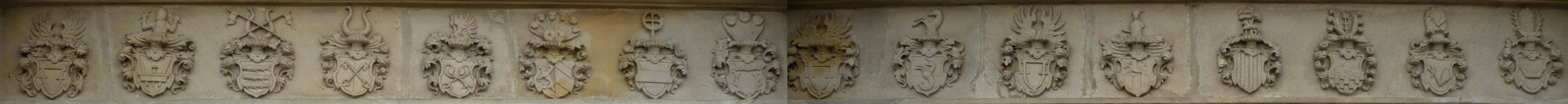
Od lewej, von Zedlitz, Runge, Seidlitz, von Uechtritz, von Stosch, Rothenburg, Grünberg, von Schlichting, von Zedlitz, von Nimptsch, von Zedlitz, Wlassaty, von Schaffgotsch, Hochberg, Tader, Opalinski

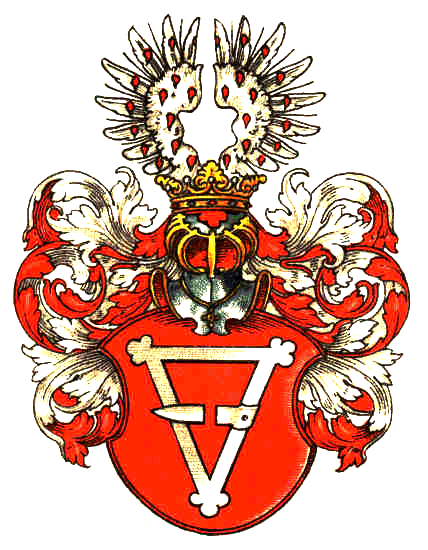
1.1.3. Zedlitz
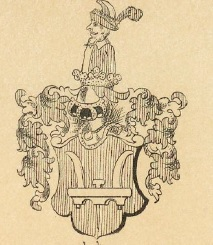
2. Runge
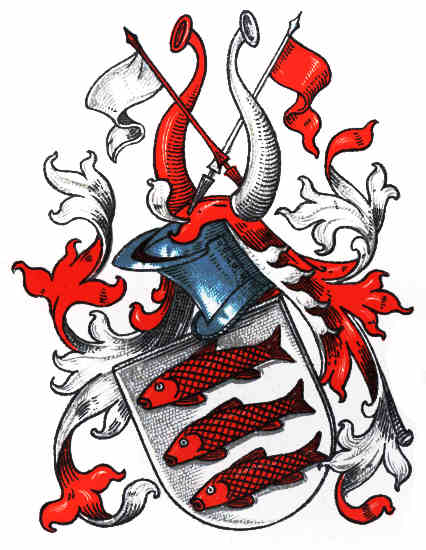
3. Seidlitz
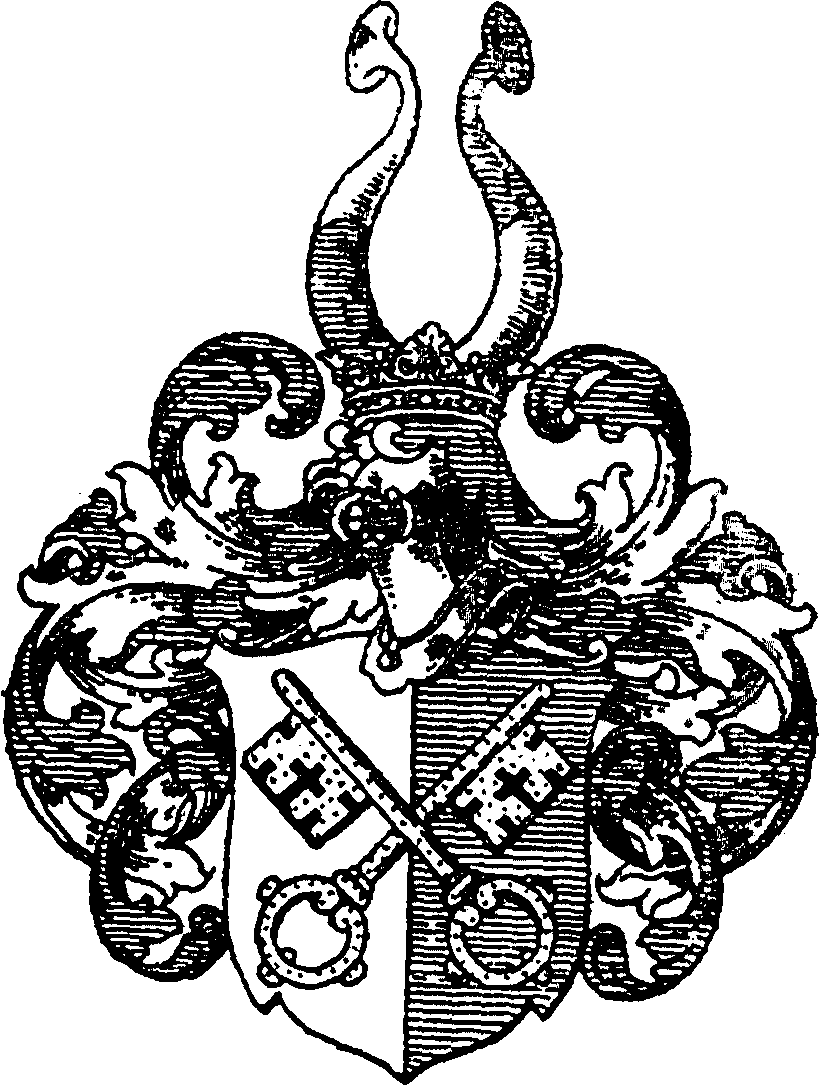
4. Uechtritz
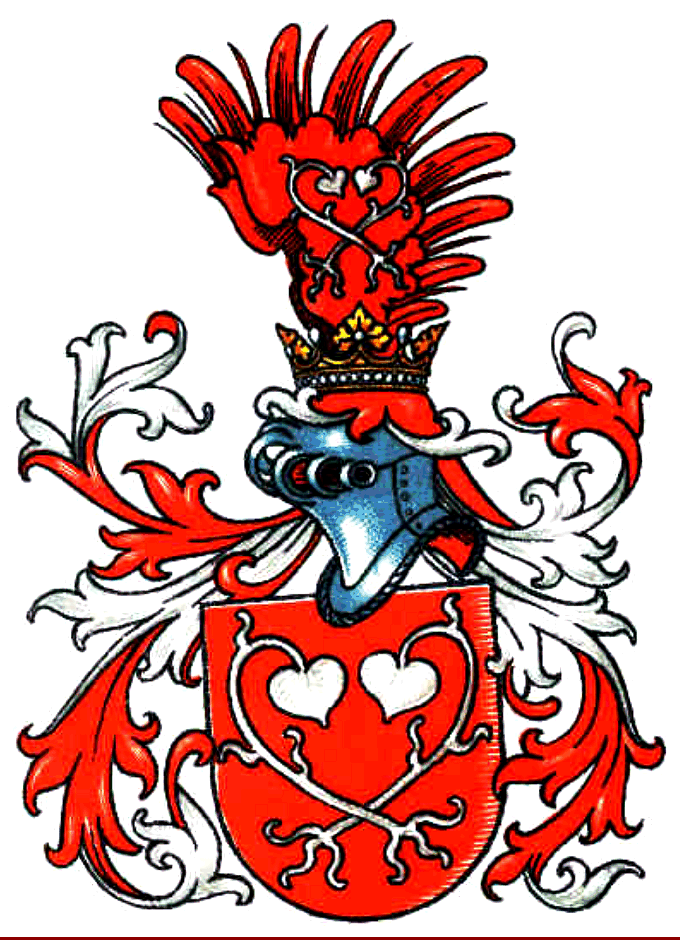
5. Stosch
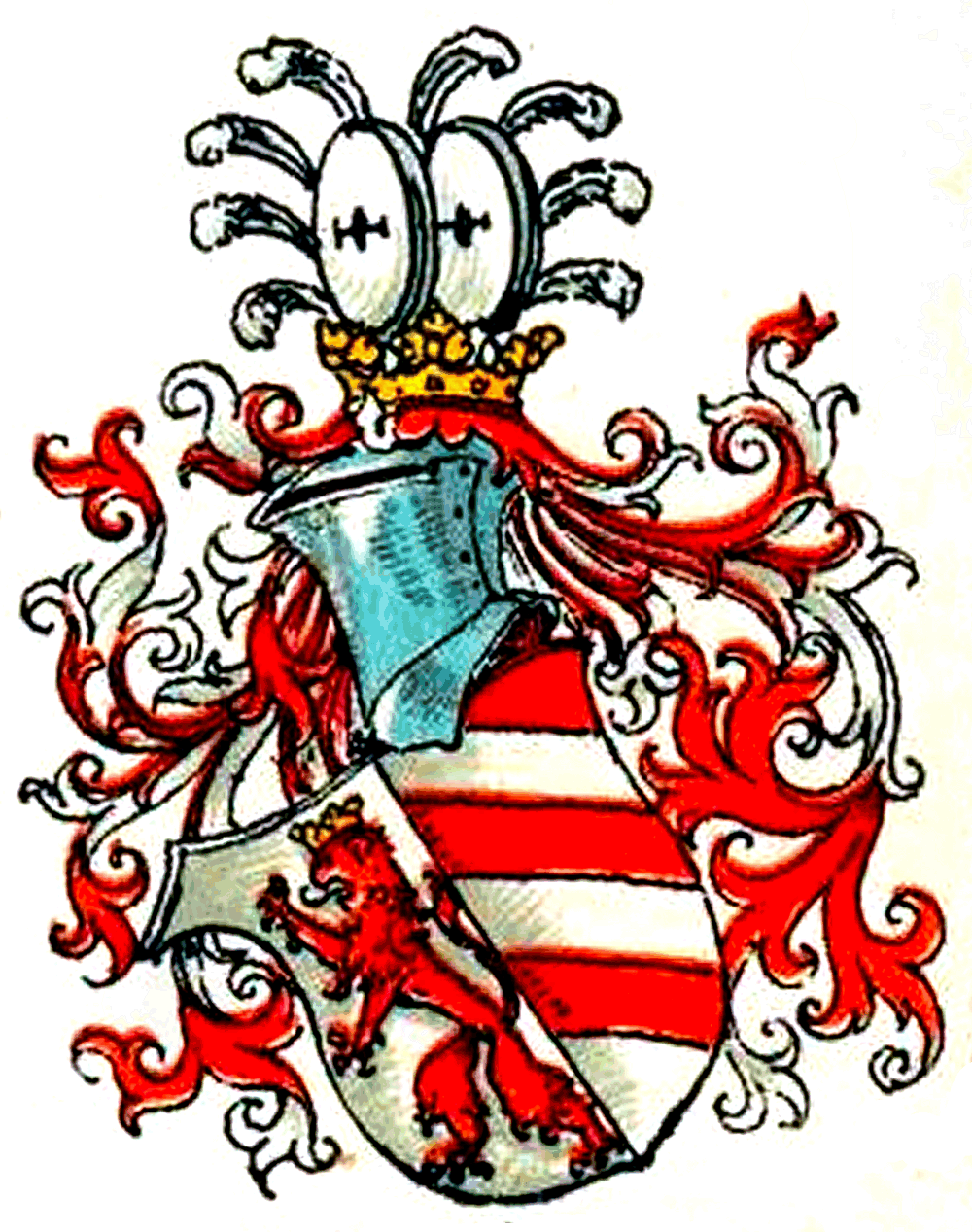
6. Rothenburg
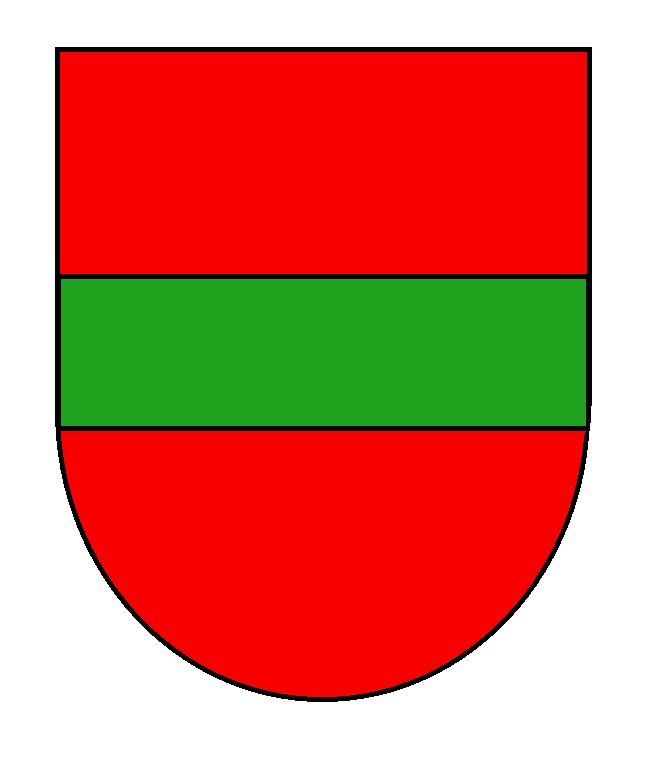
7. Grünberg (tarcza)
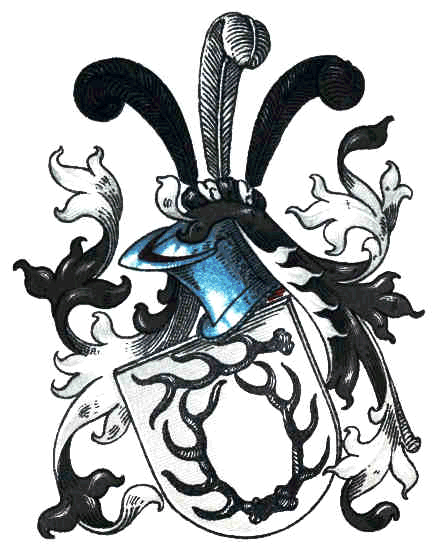
8. Schlichting
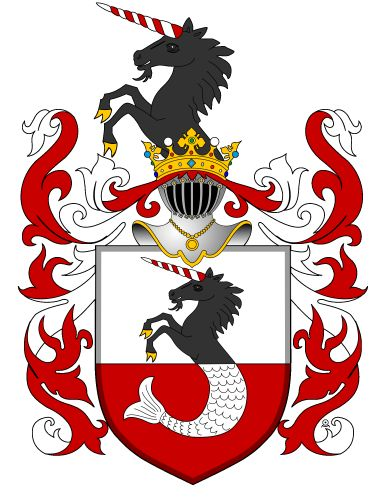
2. Nimptsch
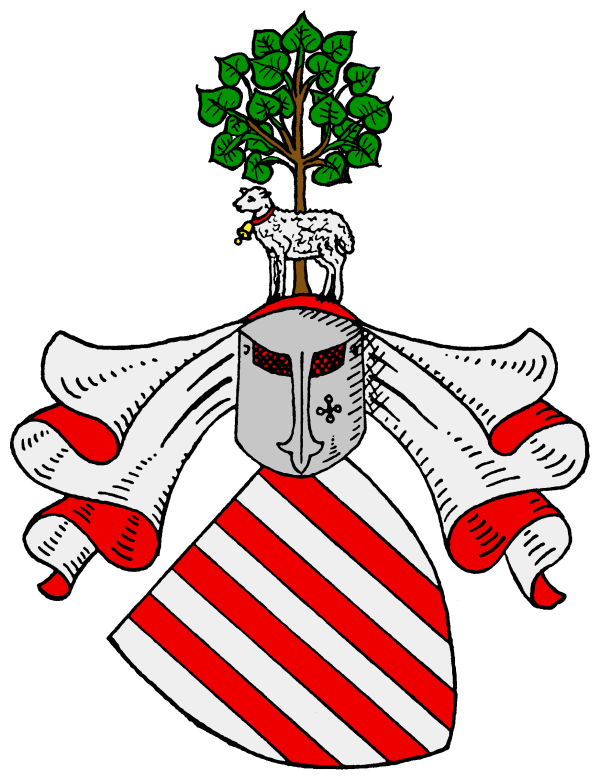
5. Schaffgotsch
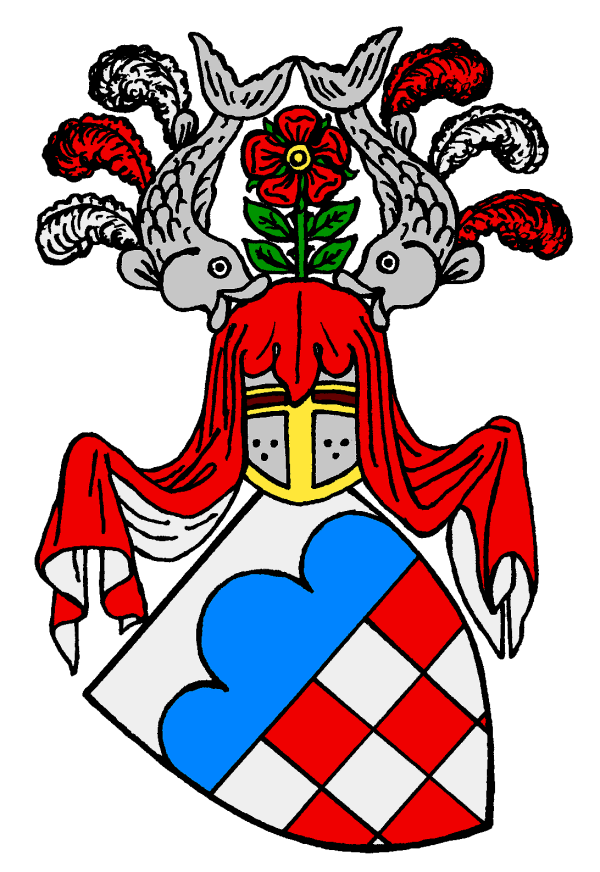
6. Hochberg
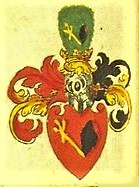
7. Tader
8. Opalinski
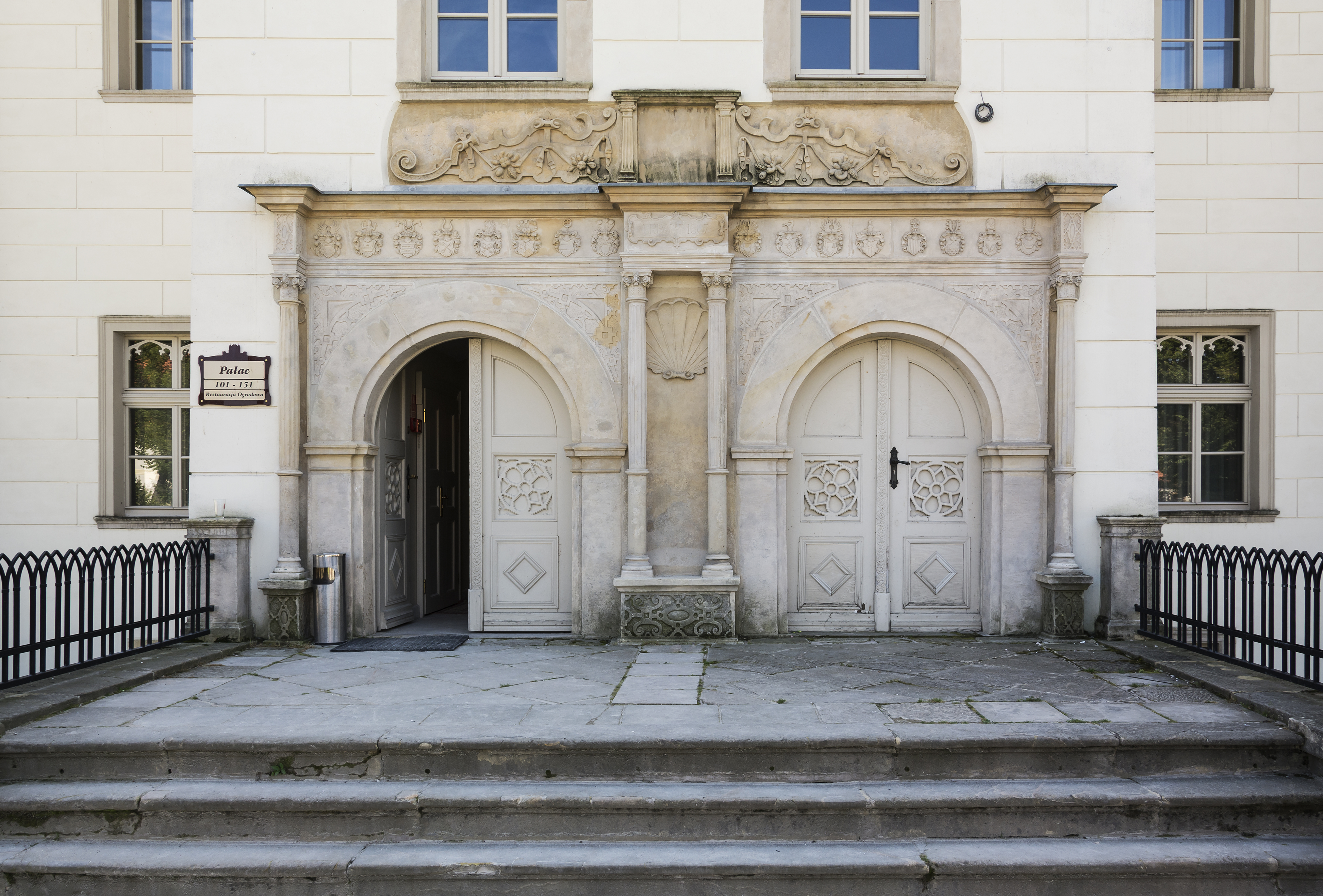
Portal
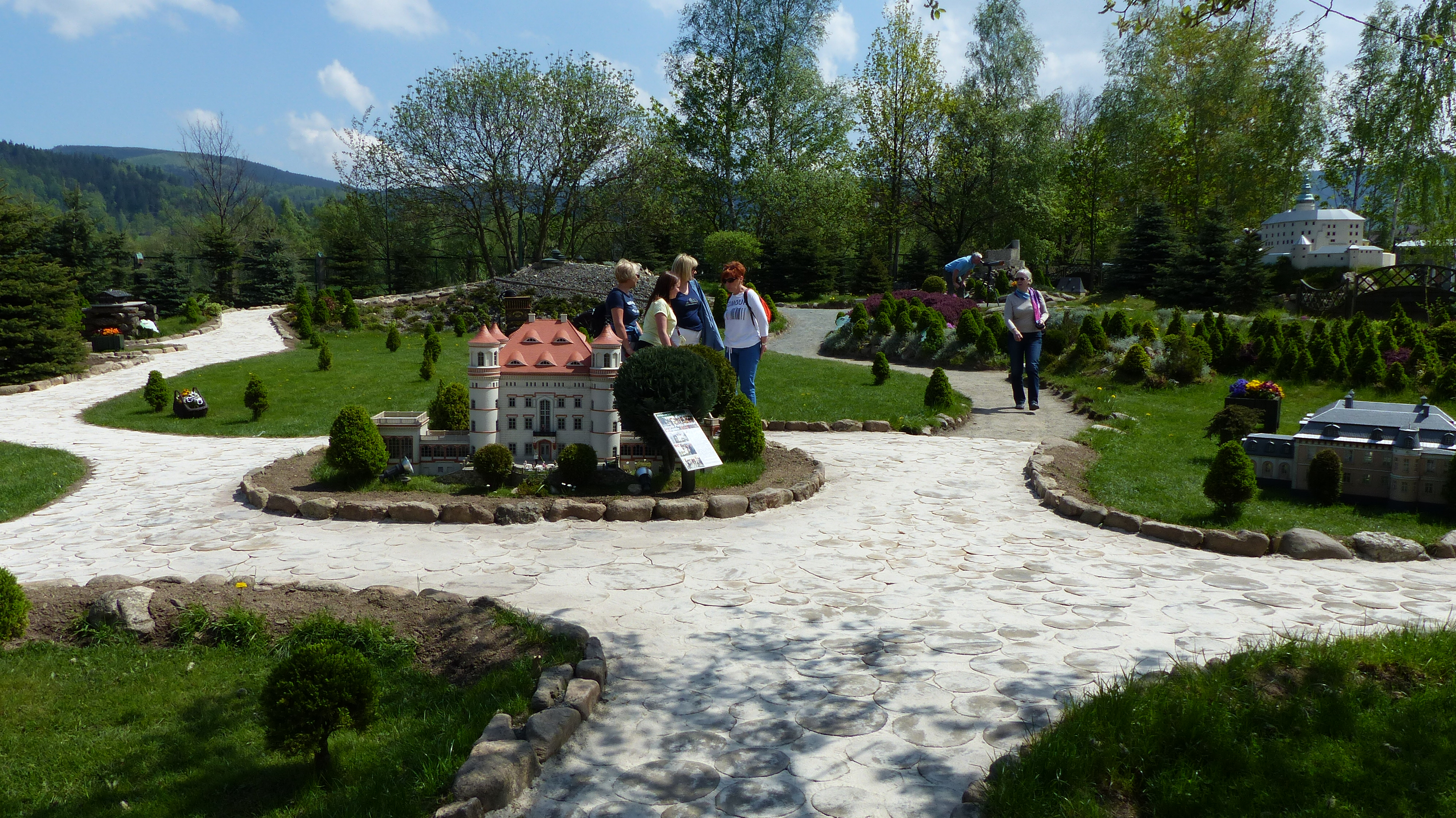
W Parku Miniatur
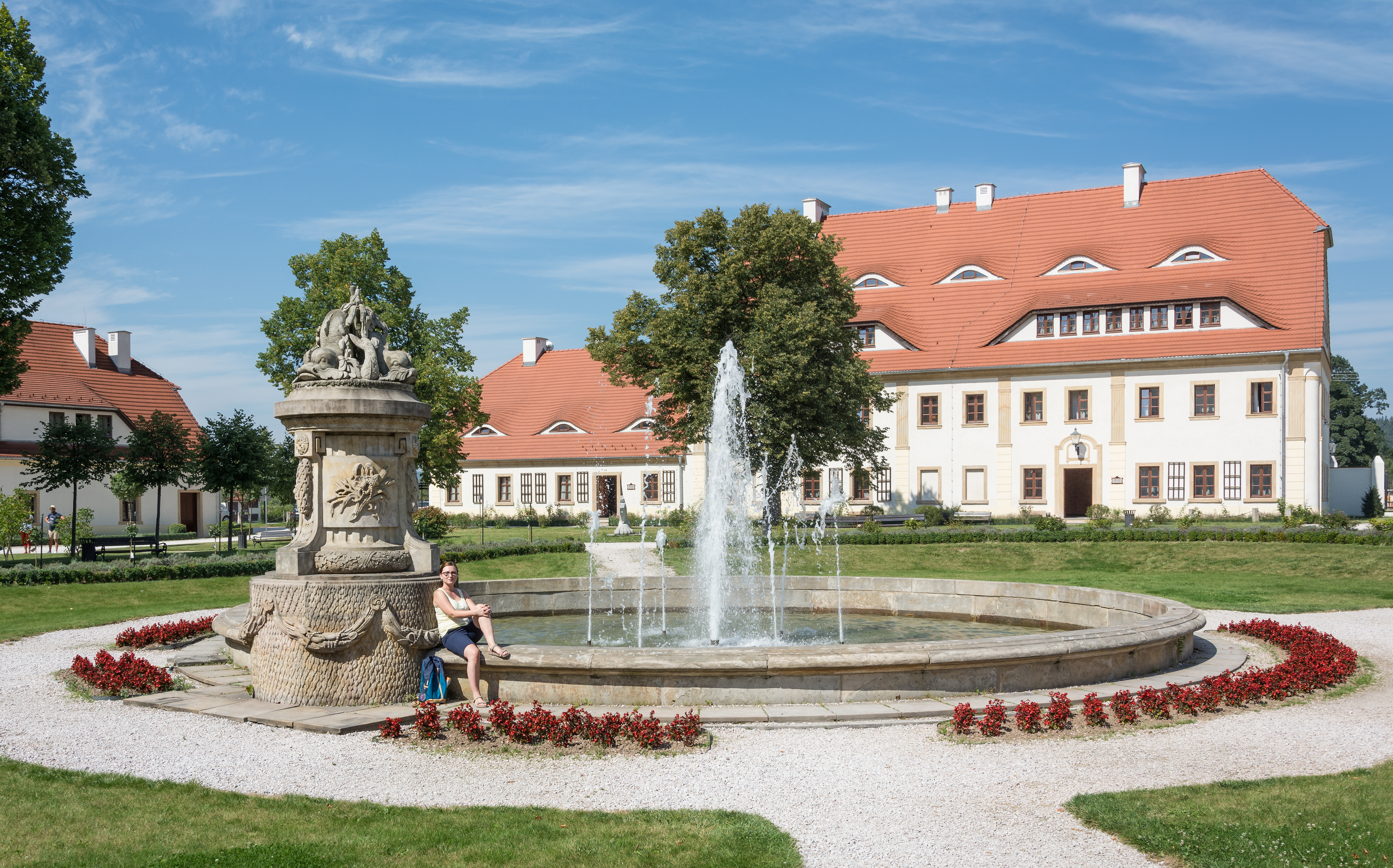
Fontanna